# Колумбийская федерация футбола
Колумби́йская федера́ция футбо́ла (исп. Federación Colombiana de Fútbol) — организация, осуществляющая контроль и управление футболом в Колумбии. Основана в 1924 году, а в ФИФА и КОНМЕБОЛ вступила в 1936 году.
Под контролем федерации находятся мужские футбольные сборные Колумбии: основная, до 20 лет, до 17 лет, до 15 лет, мужские сборные по футзалу и пляжному футболу и женские футбольные сборные страны.

## Президенты
- 1936: Карлос Лафоурье Ронкальо
- 1948: Бернардо Харамильо Гарсия
- 1951: Эдуардо Карбонель Инсигнарес
- 1957: Эфрайн Борреро
- 1957: Рафаэль Фернандес
- 1958: Эфрайн Борреро
- 1961: Педро Нери Лопес
- 1962: Луис Бенедетти Гомес
- 1964: Эдуардо Карбонель Инсигнарес
- 1964: Альфонсо Сениор Кеведо
- 1971: Эдуардо Карбонель Инсигнарес
- 1975: Альфонсо Сениор Кеведо
- 1982: Леон Лондоньо Тамайо
- 1992: Хуан Хосе Бельини
- 1995: Эрнан Мехия Кампусано (и. о.)
- 1996: Альваро Фина Домингес
- 2002: Оскар Астудильо Паломино
- 2006: Луис Бедойя Хиральдо
- 2015: Рамон Хесурун Франко